# Bildungsstätte Anne Frank
Die Bildungsstätte Anne Frank (ehemals Jugendbegegnungsstätte Anne Frank) ist ein 1997 gegründetes Bildungszentrum in Frankfurt am Main und in Kassel. Ziel der Einrichtung ist es, Jugendliche und Erwachsene für Antisemitismus, Rassismus und andere Formen der Menschenfeindlichkeit zu sensibilisieren – und sie für die aktive Teilhabe an einer offenen, demokratischen Gesellschaft zu stärken.
Seit ihrer Gründung 1994 orientiert sich die Bildungsstätte in ihrem vielfältigen Engagement an Anne Franks Wunsch nach einer Welt ohne Hass und Gewalt und der humanistischen Botschaft ihres weltberühmten Tagebuchs. Direktor ist seit 2010 Meron Mendel, seit 2022 zusammen mit Deborah Schnabel. Saba-Nur Cheema, Meron Mendel Ehefrau, wurde 2014 Bildungsreferentin an der Bildungsstätte Anne Frank und von 2015 bis 2021 war sie Leiterin der Pädagogischen Programme. Cheema entwickelte Projekte und Methoden für die historisch-politische Bildung, um rechten Ideologien, Diskriminierung und Rassismus zu begegnen. Schwerpunkte ihrer Arbeit sind Antisemitismus und Islamfeindlichkeit.

## Geschichte

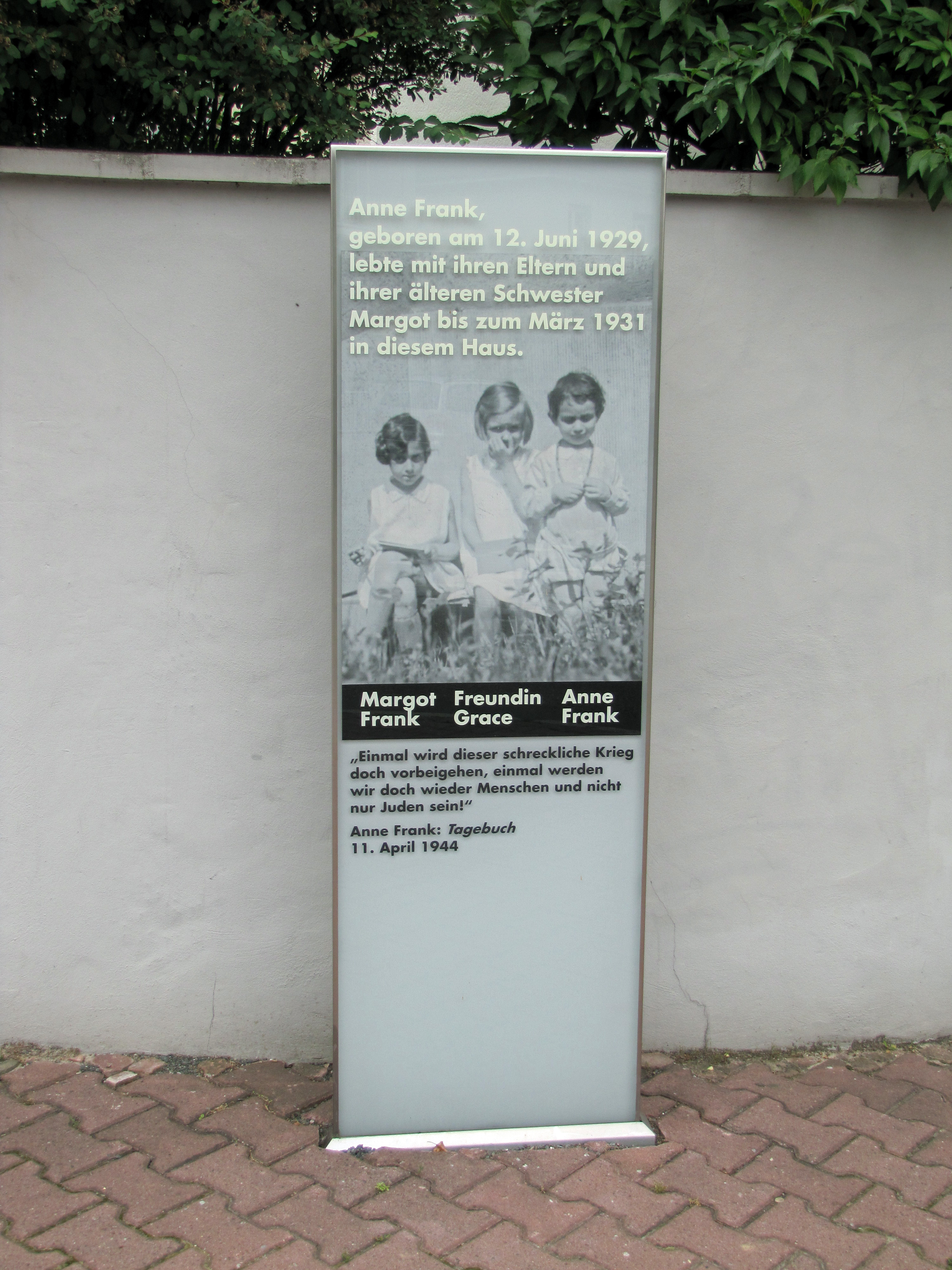
Gedenkstele an Anne Franks Geburtshaus

Die Idee einer Jugendbegegnungsstätte in Frankfurt, der Geburtsstadt Anne Franks, hat eine lange Vorgeschichte. Bereits um 1950 äußerte Anne Franks Vater Otto den Wunsch nach einer Begegnungsstätte in Anne Franks Namen. Doch erst durch die Ausstellung „Anne aus Frankfurt. Leben und Lebenswelt Anne Franks“ des Historischen Museums Frankfurt 1991 und das Projekt Spurensuche Anne Frank in den Jahren 1993/1994 wurde die Umsetzung konkret. 1994 wurde dazu der Verein Jugendbegegnungsstätte Anne Frank e. V. gegründet. Parallel schlossen sich an dem Spurensuche-Projekt beteiligte Lehrer und Eltern im Stadtteil Dornbusch zu einer Bürgerinitiative zusammen, um sich für die Gründung einer Jugendbegegnungsstätte einzusetzen. Am 15. Juni 1997 wurde die Jugendbegegnungsstätte Anne Frank im ehemaligen Haus der Jugend, unweit von Anne Franks früherem Wohnort, eröffnet. 2003 wurde die multimediale Ausstellung „Anne Frank. Ein Mädchen aus Deutschland“ eröffnet, die gemeinsam mit dem Anne-Frank-Haus (Amsterdam) und dem Anne Frank Zentrum (Berlin) entwickelt und produziert wurde.
2013 wurde die Jugendbegegnungsstätte in Bildungsstätte Anne Frank umbenannt. Die Namensänderung betont, dass die Institution neben der Jugendarbeit auf vielen weiteren Feldern aktiv ist.
Im Juni 2018 eröffnete die als Lernlabor konzipierte Dauerausstellung „Anne Frank. Morgen mehr“.

## Ausstellungen
Von 2003 bis 2017 zeigte die Bildungsstätte Anne Frank die multimediale und interaktive Dauerausstellung Anne Frank. Ein Mädchen aus Deutschland, in der Jugendliche und Erwachsene die Möglichkeit hatten, sich nach ihren eigenen Interessen die Biographie Anne Franks und die Geschichte des Nationalsozialismus zu erschließen und „Schichten der Geschichte“ zu entdecken. Weitere Themenschwerpunkte waren die Geschichte der Familie Frank und jüdisches Leben in Frankfurt am Main.
Die Dauerausstellung wurde im März 2017 abgebaut und im Juni 2018 als interaktives Lernlabor „Anne Frank. Morgen mehr.“ neu eröffnet.
Im Mai 2014 wurde das mobile Lernlabor Mensch, Du hast Recht(e)! zu Rassismus, Diskriminierung und Menschenrechten im Hessischen Sozialministerium eröffnet. Seitdem ist die innovative Wanderausstellung auf Tour durch den ländlichen Raum, um Jugendliche vor Ort für Rassismus und Diskriminierung in ihrem direkten Umfeld zu sensibilisieren und sie mit den Menschenrechten vertraut zu machen.
Seit 2012 zeigte die Bildungsstätte Anne Frank regelmäßig Sonderausstellungen: Mit Omid ist mein Name – und der steht für Hoffnung (März – Oktober 2012) wurden etwa Erinnerungsstücke an Verfolgung und Flucht im Iran der 1980er Jahre präsentiert. Mit Homestory Deutschland erhielt die Ausstellung der Initiative Schwarze Menschen in Deutschland (ISD) zu Schwarzen Biographien in Geschichte und Gegenwart einen Platz in der Frankfurter Museumslandschaft (Februar bis Juni 2014). Es folgten weitere Ausstellungen, u. a. zum Völkermord an den Armeniern, zum NSU, zu Antisemitismus in der deutschen Linken oder zum Postkolonialismus.

## Weitere Tätigkeiten
Die Bildungsstätte Anne Frank bietet ein umfassendes pädagogisches Programm, das sich sowohl an Jugendliche als auch Erwachsene richtet: In Seminaren, Trainings und Workshops werden sowohl historische als auch aktuelle Themen wie Rechtsextremismus, Mediation oder Zivilcourage behandelt. Zudem werden Fortbildungen für Multiplikatoren sowie Gespräche mit Zeitzeugen  und Austauschprogramme angeboten. Die Bildungsstätte veranstaltet zusammen mit der Stiftung Erinnerung, Verantwortung, Zukunft (EVZ), dem Zentrum für Antisemitismusforschung der TU Berlin und dem Pädagogischen Zentrum des Fritz Bauer Instituts und des Jüdischen Museums Frankfurt die Tagungsreihe Blickwinkel. Antisemitismuskritisches Forum für Bildung und Wissenschaft.
Die Bildungsstätte unterhielt darüber hinaus ehemals zwei Beratungsstellen für Betroffene von Diskriminierung und Gewalt, response. und ADiBe.
response. beriet, begleitete und unterstützte Menschen, die von rechtsextremer, rassistischer, antisemitischer, antimuslimischer und antiziganistischer Gewalt betroffen sind. Dabei ging es vor allem darum, die Ressourcen und Handlungsmöglichkeiten im Umgang mit dem Erlebten zu stärken.
Das Team von response. informierte und vermittelte, es unterstützte Angehörige und Freunde von Betroffenen und vernetzte Menschen, die sich solidarisieren und die Perspektiven von Betroffenen ernst nehmen. Sie berieten vertraulich, kostenlos und vor Ort in ganz Hessen und arbeiteten unabhängig von Behörden und auf Wunsch anonym.
Die Bildungsstätte betreibt weiterhin einen YouTube-Kanal mit Videos hauptsächlich zum Thema Rassismus; teils finden dort auch Diskussionen statt.
Im November 2022 startete die Bildungsstätte Anne Frank eine Kampagne gegen Antisemitismus auf TikTok: #Gemeinsamgegen Antisemitismus. Auf dem Lieblingsmedium von Millionen Kindern und Jugendlichen würden weltweit antisemitische Codes, von Verschwörungserzählungen über Geschichtsrevisionismus und Shoa-Leugnung bis hin zu israelbezogenem Antisemitismus verbreitet.

## Auszeichnungen
- Walter-und-Marianne-Dirks-Preis, 2016[12]
- Hessischer Integrationspreis, 2020[13]
- Integrationspreis der Stadt Frankfurt am Main, 2020[14]